# Алкудия де Монтеагуд
Алкудия де Монтеагуд (на испански: Alcudia de Monteagud) е населено място и община в Испания. Намира се в провинция Алмерия, в състава на автономната област Андалусия. Общината влиза в състава на района (комарка) Лос Филабрес Табернас. Заема площ от 15 km². Населението му е 144 души (по данни от 2010 г.). Разстоянието до административния център на провинцията е 88 km.

## Демография
| 1996 | 1998 | 1999 | 2000 | 2001 | 2002 | 2003 | 2004 | 2005 | 2006 |
| ---- | ---- | ---- | ---- | ---- | ---- | ---- | ---- | ---- | ---- |
| 183  | 159  | 194  | 209  | 193  | 190  | 152  | 166  | 158  | 142  |